# Álex Bolaños
Álex Bolaños (n. San Lorenzo, Esmeraldas, Ecuador; 22 de enero de 1985) es un futbolista ecuatoriano. Juega de centrocampista y su actual equipo es el club Naranja Mekánica Fútbol Club de la Segunda Categoría de Ecuador.

## Carrera
Inició su carrera en Caribe Junior de la ciudad de Lago Agrio. En 2005 llega a Barcelona Sporting Club, club con el que jugó hasta 2008 donde se lo encontró responsable de la muerte de un conductor en un accidente de tránsito, provocado por conducir en estado etílico. Liga Deportiva Universitaria de Quito firma a Bolaños en la segunda mitad de 2009, con la que gana la  Copa Sudamericana jugando incluso unos minutos en la final de vuelta. El 2010 pasa a Universidad Católica de Quito. 
El 2011 lo contrata Sociedad Deportivo Quito, siendo ese año campeón de la Serie A de Ecuador. 
El 2013 lo contrata nuevamente Barcelona Sporting Club. 
En 2015 tiene su primer paso en el exterior al ser contratado por el Club Olimpo de la Primera División de Argentina.
A mediados del 2015, regresa a Ecuador, para jugar en  SD Aucas, donde consigue clasificar a un torneo internacional para la temporada 2016.
En 2020 juega para el Everest obteniendo el título de Campeón de Segunda Categoría de Guayas, siendo el capitán del equipo.  El 2021 continúa su participación en Everest, en 2023 se uniría al elenco de Naranja Mekánica.

## Selección nacional
Debido a su gran desempeño en el Barcelona SC durante los campeonatos 2006 a 2008, fue convocado por el director Técnico Luis Fernando Suárez para los primeros amistosos de la tricolor en el 2007, donde debutó en el doble amistoso con Suecia, también participó en los amistosos contra Estados Unidos, México, Irlanda y el doble amistoso con Perú, a pesar de ganar minutos en la selección no fue convocado para la Copa América 2007, a su vez su rendimiento en la tricolor lo llego a que recibiera diferentes críticas por jugar bruscamente o cometer faltas a los contrincantes.
Eliminatorias Sudáfrica 2010
Fue convocado nuevamente en la tricolor para las primeras fechas de las eliminatorias 2010 por el estratega Luis Fernando Suárez donde participó en las derrotas contra Venezuela y Brasil, para el año 2008 tras el despido del estratega Luis Fernando Suárez de la dirección técnica, debido a una buena primera etapa con el Barcelona, el nuevo estratega Sixto Vizuete lo convocó en todos los partidos de las eliminatorias, para el 2009 sólo participó en el amistoso contra el Salvador y el partido de eliminatorias contra Colombia, sería desafectado de la misma después de una lesión muscular que le impidió jugar el partido con Bolivia.
Post-Eliminatorias Sudáfrica 2010
Tras la eliminación de la tricolor en la clasificación al Mundial 2010, fue convocado por el estratega Sixto Vizuete a los partidos amistosos del año 2010 contra México, Corea del Sur y Venezuela donde en el último fue expulsado por juego peligroso.
Eliminatorias Brasil 2014
En el año 2011 bajo la nueva dirección técnica con Reinaldo Rueda fue convocado a los amistosos contra Honduras, Colombia, Perú, Argentina, México y Canadá donde sólo ingresaba al segundo tiempo o por cambios, no sería convocado a la Copa América 2011, sin embargo participó en los amistosos contra Jamaica, Costa Rica y las dos primeras fechas de eliminatorias 2014 contra Venezuela y Paraguay.
A pesar de coronarse campeón con el cuadro del Deportivo Quito en el Campeonato Ecuatoriano de 2011, debido aun bajón de nivel en su equipo Deportivo Quito en el Campeonato de 2012 donde fue objeto de polémicas por expulsiones, problemas físicos e indisciplina llegando hacer el jugador con más tarjetas rojas de la primera etapa, no fue convocado por el técnico Reinaldo Rueda para ninguno de los partidos amistosos u oficiales de la tricolor del 2012, sin embargo tras una buena temporada con el Deportivo Quito en el Campeonato 2013 fue convocado para los amistosos contra El Salvador, Alemania, España, como los partidos de eliminatorias contra Perú, Colombia y Uruguay sin embargo nunca ingresaba como titular, sino que era suplente y era usado en los últimos minutos de cada uno de los encuentros.
Post-Eliminatorias Brasil 2014
Para el año 2014 a pesar de una buena temporada con el Barcelona, el estratega Reinaldo Rueda no lo volvió a convocar, tampoco formó parte de la lista preliminar de convocados por para las amistosos preparatorios y el Mundial 2014, tras la salida de Reinaldo Rueda de la dirección técnica y la reincorporación de Sixto Vizuete a la selección, volvería a la convocatoria de la selección en los amistosos de fin de año contra Brasil y El Salvador.
Eliminatorias Rusia 2018
En el 2015 con Gustavo Quinteros como director técnico solo fue convocado en la doble derrota en los amistosos contra Argentina y México, para aquel año había cambiado al equipo al Olimpo de Argentina, el cual rescindió de sus servicios tras disputar solo 6 partidos y no llenar las expectativas del equipo, esto llevó a que no fuera parte de las lista de convocados en la Copa América 2015, tras recuperar el nivel con el Aucas que volvió al ascenso en la Temporada de 2015, sería convocado por el técnico Gustavo Quinteros en los partidos de eliminatorias a Rusia 2018 contra Bolivia y Uruguay, sería convocado nuevamente para la fecha de marzo contra Paraguay y Colombia donde solo disputaría el primer partido siendo además amonestado por falta, después de la temporada 2015 tendría diferentes altibajos en sus equipos como en el Santa Cruz en el 2016, el Aucas en el Campeonato 2016 y la Liga de Quito en la Temporada 2017, no sería convocado nuevamente por el técnico Gustavo Quinteros para la Copa América Centenario, los partidos oficiales de la eliminatorias 2018 y partidos amistosos en 2016.
Post-Eliminatorias Rusia 2018
Debido a una mala temporada que tuvo en la Liga de Quito en el Campeonato Ecuatoriano 2017 no fue convocado ni por el técnico Gustavo Quinteros, quien fue despedido tras la eliminación en las eliminatorias a Rusia 2018, tampoco sería convocado por el estratega Jorge Célico en los últimos partidos de las eliminatorias, por bajo rendimiento y polémicas por indisciplinas en sus equipos Delfín, Fuerza Amarilla y Liga de Loja, no sería convocado por el técnico Hernán Darío Gómez para los amistosos en 2018 o Copa América 2019, mismo caso seria con el técnico Jorge Célico en los últimos amistosos en 2019 y el estratega Gustavo Alfaro en las eliminatorias a Catar 2022.

### Participaciones en Eliminatorias
| Eliminatorias     | Sede            | Resultado    | Partidos | Goles |
| ----------------- | --------------- | ------------ | -------- | ----- |
| Eliminatoria 2010 | América del Sur | No Clasificó | 9        | 0     |
| Eliminatoria 2014 | América del Sur | Clasificado  | 5        | 0     |
| Eliminatoria 2018 | América del Sur | No Clasificó | 2        | 0     |

### Partidos internacionales
Actualizado al último partido jugado el 10 de noviembre de 2016.
| \| N.° \| Fecha \| Ciudad \| Rival \| Resultado \| Resultado \| Competencia \| \| --- \| ------------------------ \| --------------- \| -------------- \| --------- \| --------- \| --------------------------------------- \| \| 1. \| 18 de enero de 2007 \| Cuenca \| Suecia \| 2-1 \| Victoria \| Amistoso \| \| 2. \| 21 de enero de 2007 \| Quito \| Suecia \| 1-1 \| Empate \| Amistoso \| \| 3. \| 25 de marzo de 2007 \| Tampa \| Estados Unidos \| 0-1 \| Derrota \| Amistoso \| \| 4. \| 28 de marzo de 2007 \| Oakland \| México \| 2-4 \| Derrota \| Amistoso \| \| 5. \| 23 de mayo de 2007 \| Nueva Jersey \| Irlanda \| 1-1 \| Empate \| Amistoso \| \| 6. \| 3 de junio de 2007 \| Madrid \| Perú \| 1-2 \| Derrota \| Amistoso \| \| 7. \| 6 de junio de 2007 \| Barcelona \| Perú \| 2-0 \| Victoria \| Amistoso \| \| 8. \| 13 de octubre de 2007 \| Quito \| Venezuela \| 0-1 \| Derrota \| Eliminatorias al Mundial Sudáfrica 2010 \| \| 9. \| 17 de octubre de 2007 \| Río de Janeiro \| Brasil \| 0-5 \| Derrota \| Eliminatorias al Mundial Sudáfrica 2010 \| \| 10. \| 26 de marzo de 2008 \| Latacunga \| Haití \| 3-1 \| Victoria \| Amistoso \| \| 11. \| 27 de mayo de 2008 \| Grenoble \| Francia \| 0-2 \| Derrota \| Amistoso \| \| 12. \| 15 de junio de 2008 \| Buenos Aires \| Argentina \| 1-1 \| Empate \| Eliminatorias al Mundial Sudáfrica 2010 \| \| 13. \| 18 de junio de 2008 \| Quito \| Colombia \| 0-0 \| Empate \| Eliminatorias al Mundial Sudáfrica 2010 \| \| 14. \| 20 de agosto de 2008 \| Nueva York \| Colombia \| 1-0 \| Victoria \| Amistoso \| \| 15. \| 6 de septiembre de 2008 \| Quito \| Bolivia \| 3-1 \| Victoria \| Eliminatorias al Mundial Sudáfrica 2010 \| \| 16. \| 10 de septiembre de 2008 \| Montevideo \| Uruguay \| 0-0 \| Empate \| Eliminatorias al Mundial Sudáfrica 2010 \| \| 17. \| 12 de octubre de 2008 \| Quito \| Chile \| 1-0 \| Victoria \| Eliminatorias al Mundial Sudáfrica 2010 \| \| 18. \| 15 de octubre de 2008 \| Puerto La Cruz \| Venezuela \| 1-3 \| Derrota \| Eliminatorias al Mundial Sudáfrica 2010 \| \| 19. \| 12 de noviembre de 2008 \| Phoenix \| México \| 1-2 \| Derrota \| Amistoso \| \| 20. \| 17 de diciembre de 2008 \| Mascate \| Irán \| 1-0 \| Derrota \| Copa del Golfo Arábigo \| \| 21. \| 19 de diciembre de 2008 \| Mascate \| Omán \| 1-2 \| Derrota \| Copa del Golfo Arábigo \| \| 21. \| 27 de mayo de 2009 \| Los Ángeles \| El Salvador \| 1-3 \| Derrota \| Amistoso \| \| 21. \| 5 de septiembre de 2009 \| Medellín \| Colombia \| 0-2 \| Derrota \| Eliminatorias al Mundial Sudáfrica 2010 \| \| 22. \| 4 de septiembre de 2010 \| Zapopan \| México \| 2-1 \| Victoria \| Amistoso \| \| 23. \| 7 de septiembre de 2010 \| Barquisimeto \| Venezuela \| 0-1 \| Derrota \| Amistoso \| \| 24. \| 8 de octubre de 2010 \| Nueva York \| Colombia \| 0-1 \| Derrota \| Amistoso \| \| 25. \| 17 de noviembre de 2010 \| Quito \| Venezuela \| 4-1 \| Victoria \| Amistoso \| \| 26. \| 11 de febrero de 2011 \| La Ceiba \| Honduras \| 1-1 \| Empate \| Amistoso \| \| 27. \| 26 de marzo de 2011 \| Madrid \| Colombia \| 0-2 \| Derrota \| Amistoso \| \| 28. \| 29 de marzo de 2011 \| La Haya \| Perú \| 0-0 \| Empate \| Amistoso \| \| 29. \| 20 de abril de 2011 \| Mar del Plata \| Argentina \| 2-2 \| Empate \| Amistoso \| \| 30. \| 28 de mayo de 2011 \| Seattle \| México \| 1-1 \| Empate \| Amistoso \| \| 31. \| 1 de junio de 2011 \| Toronto \| Canadá \| 2-2 \| Empate \| Amistoso \| \| 32. \| 2 de septiembre de 2011 \| Quito \| Jamaica \| 5-2 \| Victoria \| Amistoso \| \| 33. \| 6 de septiembre de 2011 \| Quito \| Costa Rica \| 4-0 \| Victoria \| Amistoso \| \| 34. \| 7 de octubre de 2011 \| Quito \| Venezuela \| 2-0 \| Victoria \| Eliminatorias al Mundial Brasil 2014 \| \| 35. \| 11 de noviembre de 2011 \| Asunción \| Paraguay \| 1-2 \| Derrota \| Eliminatorias al Mundial Brasil 2014 \| \| 36. \| 21 de marzo de 2013 \| Quito \| El Salvador \| 5-0 \| Victoria \| Amistoso \| \| 37. \| 29 de mayo de 2013 \| Palm Beach \| Alemania \| 2-4 \| Derrota \| Amistoso \| \| 38. \| 7 de junio de 2013 \| Lima \| Perú \| 0-1 \| Derrota \| Eliminatorias al Mundial Brasil 2014 \| \| 39. \| 14 de agosto de 2013 \| Guayaquil \| España \| 0-2 \| Derrota \| Amistoso \| \| 40. \| 6 de septiembre de 2013 \| Barranquilla \| Colombia \| 0-1 \| Derrota \| Eliminatorias al Mundial Brasil 2014 \| \| 41. \| 11 de octubre de 2013 \| Quito \| Uruguay \| 1-0 \| Victoria \| Eliminatorias al Mundial Brasil 2014 \| \| 42. \| 9 de septiembre de 2014 \| East Rutherford \| Brasil \| 0-1 \| Derrota \| Amistoso \| \| 43. \| 14 de octubre de 2014 \| Harrison \| El Salvador \| 5-1 \| Victoria \| Amistoso \| \| 44. \| 12 de noviembre de 2015 \| Quito \| Uruguay \| 2-1 \| Victoria \| Eliminatorias al Mundial Rusia 2018 \| \| 45. \| 24 de marzo de 2016 \| Quito \| Paraguay \| 2-2 \| Empate \| Eliminatorias al Mundial Rusia 2018 \| |                          |                 |                |           |           |                                         |
| N.° | Fecha                    | Ciudad          | Rival          | Resultado | Resultado | Competencia                             |
| 1. | 18 de enero de 2007      | Cuenca          | Suecia         | 2-1       | Victoria  | Amistoso                                |
| 2. | 21 de enero de 2007      | Quito           | Suecia         | 1-1       | Empate    | Amistoso                                |
| 3. | 25 de marzo de 2007      | Tampa           | Estados Unidos | 0-1       | Derrota   | Amistoso                                |
| 4. | 28 de marzo de 2007      | Oakland         | México         | 2-4       | Derrota   | Amistoso                                |
| 5. | 23 de mayo de 2007       | Nueva Jersey    | Irlanda        | 1-1       | Empate    | Amistoso                                |
| 6. | 3 de junio de 2007       | Madrid          | Perú           | 1-2       | Derrota   | Amistoso                                |
| 7. | 6 de junio de 2007       | Barcelona       | Perú           | 2-0       | Victoria  | Amistoso                                |
| 8. | 13 de octubre de 2007    | Quito           | Venezuela      | 0-1       | Derrota   | Eliminatorias al Mundial Sudáfrica 2010 |
| 9. | 17 de octubre de 2007    | Río de Janeiro  | Brasil         | 0-5       | Derrota   | Eliminatorias al Mundial Sudáfrica 2010 |
| 10. | 26 de marzo de 2008      | Latacunga       | Haití          | 3-1       | Victoria  | Amistoso                                |
| 11. | 27 de mayo de 2008       | Grenoble        | Francia        | 0-2       | Derrota   | Amistoso                                |
| 12. | 15 de junio de 2008      | Buenos Aires    | Argentina      | 1-1       | Empate    | Eliminatorias al Mundial Sudáfrica 2010 |
| 13. | 18 de junio de 2008      | Quito           | Colombia       | 0-0       | Empate    | Eliminatorias al Mundial Sudáfrica 2010 |
| 14. | 20 de agosto de 2008     | Nueva York      | Colombia       | 1-0       | Victoria  | Amistoso                                |
| 15. | 6 de septiembre de 2008  | Quito           | Bolivia        | 3-1       | Victoria  | Eliminatorias al Mundial Sudáfrica 2010 |
| 16. | 10 de septiembre de 2008 | Montevideo      | Uruguay        | 0-0       | Empate    | Eliminatorias al Mundial Sudáfrica 2010 |
| 17. | 12 de octubre de 2008    | Quito           | Chile          | 1-0       | Victoria  | Eliminatorias al Mundial Sudáfrica 2010 |
| 18. | 15 de octubre de 2008    | Puerto La Cruz  | Venezuela      | 1-3       | Derrota   | Eliminatorias al Mundial Sudáfrica 2010 |
| 19. | 12 de noviembre de 2008  | Phoenix         | México         | 1-2       | Derrota   | Amistoso                                |
| 20. | 17 de diciembre de 2008  | Mascate         | Irán           | 1-0       | Derrota   | Copa del Golfo Arábigo                  |
| 21. | 19 de diciembre de 2008  | Mascate         | Omán           | 1-2       | Derrota   | Copa del Golfo Arábigo                  |
| 21. | 27 de mayo de 2009       | Los Ángeles     | El Salvador    | 1-3       | Derrota   | Amistoso                                |
| 21. | 5 de septiembre de 2009  | Medellín        | Colombia       | 0-2       | Derrota   | Eliminatorias al Mundial Sudáfrica 2010 |
| 22. | 4 de septiembre de 2010  | Zapopan         | México         | 2-1       | Victoria  | Amistoso                                |
| 23. | 7 de septiembre de 2010  | Barquisimeto    | Venezuela      | 0-1       | Derrota   | Amistoso                                |
| 24. | 8 de octubre de 2010     | Nueva York      | Colombia       | 0-1       | Derrota   | Amistoso                                |
| 25. | 17 de noviembre de 2010  | Quito           | Venezuela      | 4-1       | Victoria  | Amistoso                                |
| 26. | 11 de febrero de 2011    | La Ceiba        | Honduras       | 1-1       | Empate    | Amistoso                                |
| 27. | 26 de marzo de 2011      | Madrid          | Colombia       | 0-2       | Derrota   | Amistoso                                |
| 28. | 29 de marzo de 2011      | La Haya         | Perú           | 0-0       | Empate    | Amistoso                                |
| 29. | 20 de abril de 2011      | Mar del Plata   | Argentina      | 2-2       | Empate    | Amistoso                                |
| 30. | 28 de mayo de 2011       | Seattle         | México         | 1-1       | Empate    | Amistoso                                |
| 31. | 1 de junio de 2011       | Toronto         | Canadá         | 2-2       | Empate    | Amistoso                                |
| 32. | 2 de septiembre de 2011  | Quito           | Jamaica        | 5-2       | Victoria  | Amistoso                                |
| 33. | 6 de septiembre de 2011  | Quito           | Costa Rica     | 4-0       | Victoria  | Amistoso                                |
| 34. | 7 de octubre de 2011     | Quito           | Venezuela      | 2-0       | Victoria  | Eliminatorias al Mundial Brasil 2014    |
| 35. | 11 de noviembre de 2011  | Asunción        | Paraguay       | 1-2       | Derrota   | Eliminatorias al Mundial Brasil 2014    |
| 36. | 21 de marzo de 2013      | Quito           | El Salvador    | 5-0       | Victoria  | Amistoso                                |
| 37. | 29 de mayo de 2013       | Palm Beach      | Alemania       | 2-4       | Derrota   | Amistoso                                |
| 38. | 7 de junio de 2013       | Lima            | Perú           | 0-1       | Derrota   | Eliminatorias al Mundial Brasil 2014    |
| 39. | 14 de agosto de 2013     | Guayaquil       | España         | 0-2       | Derrota   | Amistoso                                |
| 40. | 6 de septiembre de 2013  | Barranquilla    | Colombia       | 0-1       | Derrota   | Eliminatorias al Mundial Brasil 2014    |
| 41. | 11 de octubre de 2013    | Quito           | Uruguay        | 1-0       | Victoria  | Eliminatorias al Mundial Brasil 2014    |
| 42. | 9 de septiembre de 2014  | East Rutherford | Brasil         | 0-1       | Derrota   | Amistoso                                |
| 43. | 14 de octubre de 2014    | Harrison        | El Salvador    | 5-1       | Victoria  | Amistoso                                |
| 44. | 12 de noviembre de 2015  | Quito           | Uruguay        | 2-1       | Victoria  | Eliminatorias al Mundial Rusia 2018     |
| 45. | 24 de marzo de 2016      | Quito           | Paraguay       | 2-2       | Empate    | Eliminatorias al Mundial Rusia 2018     |

## Curiosidades
Álex Bolaños es el hermano mayor de Miller Bolaños, centrocampista que juega en el Xolos de la Liga MX.

## Clubes
| Club                 | País      | Año             |
| -------------------- | --------- | --------------- |
| Barcelona            | Ecuador   | 2005 - 2008     |
| Liga de Quito        | Ecuador   | 2009            |
| Universidad Católica | Ecuador   | 2010            |
| Deportivo Quito      | Ecuador   | 2011 - 2013     |
| Barcelona            | Ecuador   | 2014            |
| Olimpo               | Argentina | 2015            |
| SD Aucas             | Ecuador   | 2015 - 2016     |
| Santa Cruz           | Brasil    | 2016            |
| SD Aucas             | Ecuador   | 2016            |
| Liga de Quito        | Ecuador   | 2017            |
| Delfín SC            | Ecuador   | 2018            |
| Fuerza Amarilla      | Ecuador   | 2019            |
| Liga de Loja         | Ecuador   | 2019            |
| Everest              | Ecuador   | 2020 - presente |

## Palmarés

### Campeonatos nacionales
| Título              | Club            | País    | Año  |
| ------------------- | --------------- | ------- | ---- |
| Campeonato Nacional | Deportivo Quito | Ecuador | 2011 |

### Campeonatos internacionales
| Título            | Club          | País    | Año  |
| ----------------- | ------------- | ------- | ---- |
| Copa Sudamericana | Liga de Quito | Ecuador | 2009 |

### Distinciones individuales
| Distinción                                                          | Otorgada por | Año  |
| ------------------------------------------------------------------- | ------------ | ---- |
| Incluido en el 11 Ideal de la Campeonato Ecuatoriano de Fútbol 2014 | AFE          | 2014 |
| Incluido en el 11 Ideal de la Campeonato Ecuatoriano de Fútbol 2015 | AFE          | 2015 |